# Aphanius splendens
Aphanius splendens är en fiskart som först beskrevs av Kosswig och Sözer, 1945.  Aphanius splendens ingår i släktet Aphanius och familjen Cyprinodontidae. IUCN kategoriserar arten globalt som akut hotad. Inga underarter finns listade i Catalogue of Life.